# Droga wojewódzka 903
Die Droga wojewódzka 903 (DW903) ist eine 3,7 Kilometer lange Droga wojewódzka (Woiwodschaftsstraße) in der Woiwodschaft Schlesien in Polen. Die Strecke verläuft im Süden der Stadt Jaworzno und verbindet die Landesstraße DK79 mit der Autobahn A4.

## Streckenverlauf
Woiwodschaft Schlesien, kreisfreie Stadt
-  Jaworzno (DK79)
- Jaworzno, Auffahrt auf A4